# Люккассен, Деррик
Деррик Люкка́ссен (нидерл. Derrick Luckassen; родился 3 июля 1995 года в Амстердаме, Нидерланды) — нидерландский футболист, защитник клуба «Пафос».

## Клубная карьера
Люккассен — воспитанник футбольной академии клуба АЗ. В 2014 году был включён в заявку основной команды. 30 августа в матче против «Дордрехта» дебютировал в Эредивизи. В том же году подписал четырёхлетний контракт с клубом. 18 апреля 2015 года в поединке против АДО Ден Хааг забил свой первый гол за АЗ.
Летом 2017 года перешёл в ПСВ. 20 августа в матче против НАК Бреда дебютировал за новую команду. В своём дебютном сезоне стал чемпионом Нидерландов.
Летом 2018 года на правах аренды присоединился к берлинской «Герте».
20 июля 2024 года перешёл в кипрский клуб «Пафос».

## Достижения
Командные
ПСВ
- Чемпионат Нидерландов по футболу — 2017/18
- Обладатель Суперкубка Нидерландов: 2022